# Biserica „Nașterea Maicii Domnului” din Brănești
Biserica „Nașterea Maicii Domnului” este o biserică amplasată în Brănești, raionul Orhei, Republica Moldova. Este un monument arhitectural de importanță națională inclus în Registrul monumentelor Republicii Moldova ocrotite de stat cu nr. 1046 (raionul Orhei). Datează de la înc. sec. XX.